# Медаль «За покорение Ханства Кокандского»
Медаль «За покорение Ханства Кокандского» — государственная награда Российской империи, учреждённая в память о Кокандском походе (1875—1876).

## Основные сведения
Медаль «За покорение Ханства Кокандского» — медаль Российской империи для награждения участников военного похода по ликвидации Кокандского ханства в 1875-1876 годах. Учреждена 26 ноября (8 декабря) 1876 года по указу императора Александра II. Сенату было объявлено об указе 30 ноября (12 декабря) 1876 года.

## Порядок вручения
Награждались следующие участники военного похода по ликвидации Кокандского ханства c 6 (18) августа 1875 года по 15 (27) сентября 1876 года:
- Военные, в том числе генералы, офицеры и нижние чины, строевые и нестроевые;
- Ополченцы и волонтёры;
- Медицинские работники и священники, исполнявшие свои обязанности в ходе военных действий;
- Гражданские и военные чиновники, находившиеся в войсках;
- Вольнонаёмные работники, отличившиеся в походе и вообще все лица, оказавшие в походе какие-либо заслуги[4][5][6][7].

Выдача медалей была возложена на руководство Туркестанского военного округа.

## Описание медали
Медаль сделана из светлой бронзы. Диаметр 28 мм. На лицевой стороне медали изображён витиеватый вензель Александра II. Над вензелем изображена большая императорская корона. На оборотной стороне медали в центре горизонтально расположена дата: «1875-1876». Вдоль бортика по окружности располагалась надпись: «ЗА ПОКОРЕНІЕ ХАНСТВА КОКАНСКАГО». Начало и конец надписи разграничены маленькой пятиконечной звездой.
Основной тираж изготовлен на Санкт-Петербургском монетном дворе. Было отчеканено 7500 медалей. Существуют варианты медали, что связано с тем, что допускалось изготовление медали частными мастерскими. Разные варианты могут несколько отличаться деталями изображения.

## Порядок ношения
Медаль имела ушко для крепления к колодке или ленте. Носить медаль следовало на груди. Лента медали — комбинированная Георгиевско-Владимирская. С 13 (26) августа 1911 года, по указу Николая II, раненые и контуженые в боях получили возможность носить эти медали на ленте с бантом.

## Изображение медалей
- Лента